# 變研會
《變研會》（日语：変ゼミ（へんゼミ）），日本漫畫作品。作者為TAGRO，繼承同作者的《變態生理研討會》（日语：変態生理ゼミナール）的故事內容，為其續集。最早是在Wanimagazine社的《COMIC快楽天》連載，由大都社發售短篇集單行本全1卷。而本作於2006年12月21日發售的漫畫雜誌《Morning Two》第2號（講談社）中連載。第1、2卷初版的書腰有西尾維新的評語。
在單行本3卷的卷末寫上「動畫嗎？」表示出動畫版的消息，其後在作者自身的twitter中發布動畫化消息。於2010年7月23日發售的第4卷限定版同梱OAD。
之後在2010年12月宣布改編電視動畫，在2011年4月到7月進行放送，全13話。

## 登場人物
松隆奈奈子（配音：花澤香菜）
變研成員，沒有任何異常心理的正常人。因對小麥一見鍾情，而加入小麥所屬的變研。
異常行為：無。被稱為「劣等生（常識人）」。
武藏小麥（配音：石田彰）
比松隆高一學年的前輩。在變研中是變態志向頗多的男性學生。
獨特的思考與腹黑並反複無常的性格，經常把松隆當成樂趣。
異常行為：內褲小偷、（給他人的）飲尿、（給他人的）飲精、對NTR感到興奮、對氣味感到興奮、對（女性的）代謝物感到興奮
水越美和子（配音：高口幸子）
與小麥同學級的女學生
異常行為：受虐、輪姦、露體、食蟲
加藤杏奈（配音：新谷良子）
石川縣出身，前不良的女學生。比松隆低一學年的後輩。
異常行為：人格分裂
田口Yesterday（配音：白石稔）
與小麥同學級的男學生。志願是漫畫家，漫畫研究會的成員，名稱是筆名。
異常行為：破滅願望、秘密攝影、汗
蒔子‧格列高利（配音：河原木志穂）
半英國系的金髪碧眼美少女。自稱17歲。
異常行為：共同依存
市河菱靖（配音：森訓久）
手持攝影機，貫徹旁觀者的男學生。電影研究會成員，把他人的變態行為以攝影機拍攝下來就滿足。
異常行為：電影主義、天然主義、興趣是二次元
飯野堅治（配音：松山鷹志）
變研的教授。

### 其他人物
堀井幽璽（配音：津田健次郎）
浜餅夕子
芝茉莉埜
原田民央

## 出版書籍

### 變態生理研討會
書名：TAGRO作品集 變態生理研討會
- 2004年2月5日發售、ISBN 4-88653-807-X（大都社）

副標題
- 第1話 卒業
- 第2話 ガビガビビバッパ
- 第3話 ギュッディ ギュッバイ
- 第4話 入学
- 以及其他5個作品

### 變研會
| 冊數 | 講談社         | 講談社                                                  | 東立出版社     | 東立出版社             |
| 冊數 | 發售日期       | ISBN                                                    | 發售日期       | ISBN                   |
| ---- | -------------- | ------------------------------------------------------- | -------------- | ---------------------- |
| 1    | 2008年7月23日  | ISBN 978-4-06-372722-7                                  | 2012年12月21日 | ISBN 978-986-324-028-0 |
| 2    | 2009年4月23日  | ISBN 978-4-06-372793-7                                  | 2013年2月19日  | ISBN 978-986-324-029-7 |
| 3    | 2009年12月22日 | ISBN 978-4-06-372861-3                                  | 2013年3月18日  | ISBN 978-986-324-030-3 |
| 4    | 2010年7月23日  | ISBN 978-4-06-372921-4 ISBN 978-4-06-358319-9（限定版） | 2013年7月30日  | ISBN 978-986-324-031-0 |
| 5    | 2011年3月23日  | ISBN 978-4-06-372984-9 ISBN 978-4-06-358327-4（限定版） | 2013年9月14日  | ISBN 978-986-324-032-7 |
| 6    | 2012年2月23日  | ISBN 978-4-06-387080-0                                  | 2014年1月10日  | ISBN 978-986-324-033-4 |
| 7    | 2012年10月23日 | ISBN 978-4-06-387152-4                                  | 2014年2月18日  | ISBN 978-986-324-480-6 |
| 8    | 2013年9月20日  | ISBN 978-4-06-387213-2                                  | 2014年9月1日   | ISBN 978-986-337-622-4 |
| 9    | 2014年7月23日  | ISBN 978-4-06-388353-4                                  |                |                        |
| 10   | 2015年10月23日 | ISBN 978-4-06-388514-9                                  |                |                        |
| 11   | 2015年10月23日 | ISBN 978-4-06-388515-6                                  |                |                        |

## OAD

### 製作團隊
- 原作 - TAGRO
- 企劃 - 吉羽治、古川公平
- 製作 - 松下卓也、島田英二郎
- 製作人 - 山田裕一、小林史武
- 人物設計 - 近岡直
- 美術設計 - 青木薫
- 美術監督 - 加藤恵
- 色彩設計 - 岡本美津子
- 攝影監督 - 武原健二
- 編輯 - 関一彦
- 音樂 - 羽岡佳
- 音響監督 - 亀山俊樹
- 效果 - 中野勝博
- 動畫製作人 - 能戸隆
- 動畫製作 - XEBEC
- 監督 - 上坪亮樹
- 製作 - 『変ゼミ』

### 主題曲
片頭曲
作詞 - 三重野瞳 / 作曲・編曲 - 牧野信博
演唱 - 松隆奈奈子（花澤香菜）
片尾曲
作詞 - 三重野瞳 / 作曲・編曲 - 住吉中
演唱 - 變研會各位社員（松隆奈奈子（花澤香菜）、田口Yesterday（白石稔）、市河菱靖（森訓久）、飯野堅治（松山鷹志））

### 各話列表
| 卷數  | 劇本     | 分鏡     | 演出     | 作畫監督 |
| ----- | -------- | -------- | -------- | -------- |
| 第4卷 | 鴻野貴光 | 上坪亮樹 | 上坪亮樹 | 近岡直   |
| 第5卷 | 鴻野貴光 | 上坪亮樹 | 上坪亮樹 | 近岡直   |

## 電視動畫

### 製作團隊
- 原作 - TAGRO
- 製作 - 服部徹
- 導演 - 加戶誉夫
- 系列構成 - 鴻野貴光
- 人物設計 - 近岡直
- 美術設計 - 青木薫
- 美術監督 - 釘貫彩、小濱俊裕
- 色彩設定 - 関本美津子
- 攝影監督 - 武原健二
- 線上剪輯 - 關一彦
- 音響監督 - 龜山俊樹
- 音樂 - 横山克
- 製作人 - 中西豪、山田裕一
- 動畫製作人 - 能戶隆
- 動畫製作 - XEBEC
- 製作 - 變研會製作委員会

### 主題曲
片尾曲《Punctuation!》
作詞 - 三重野瞳 / 作曲・編曲 - 菊地創 / 歌 - 松隆奈奈子（花澤香菜）

### 各話列表
| 話數 | 日文標題 | 中文標題                                         | 劇本     | 分鏡         | 演出         | 作畫監督                     | 道具設計   |
| ---- | -------- | ------------------------------------------------ | -------- | ------------ | ------------ | ---------------------------- | ---------- |
| #1   |          | 關於公正論者們眼中的世界現狀的考察               | 鴻野貴光 | 二瓶勇一     | 高橋秀弥     | 織田誠                       | 織田誠     |
| #2   |          | 通過美食與嗜好而進行的關於快樂形式的考察         | 鴻野貴光 | 二瓶勇一     | 高橋秀弥     | 織田誠                       | 織田誠     |
| #3   |          | 有關世俗的貞操觀念比較的考察                     | 鴻野貴光 | ふくもとかん | ふくもとかん | Eum ik hyun                  | 清水美友紀 |
| #4   |          | 關於為群體服務者與其接受者之間的幸福感差異考察   | 鴻野貴光 | ふくもとかん | ふくもとかん | Park sang jin                | 鶴元慎子   |
| #5   |          | 關係家族功能對人格形成所造成的影響的考察         | 鴻野貴光 | 吉田英俊     | 細田雅弘     | 古川信之                     | 清水美友紀 |
| #6   |          | 關於在極限狀態下的沖動行為脅迫行為的考察         | 赤尾凸   | 吉田英俊     | 細田雅弘     | 織田誠                       | 清水美友紀 |
| #7   |          | 關於面向特定的人際關係的依存性與信賴性關係的考察 | 赤尾凸   | 寺岡巖       | 加戶譽夫     | 長屋侑利子 渡邉政訓 奥谷周子 | 鶴元慎子   |
| #8   |          | 關於幼兒體驗賦予的特徵性質與自我成長感的考察     | 鴻野貴光 | 二瓶勇一     | 加戶譽夫     | 大浪太                       | 鶴元慎子   |
| #9   |          | 關於主觀的自我觀察結果與自我開示的考察           | 鴻野貴光 | ふくもとかん | ふくもとかん | Park sang jin                | 清水美友紀 |
| #10  |          | 關於因間接性接觸產生的心理影響考察               | 赤尾でこ | ふくもとかん | ふくもとかん | Park sang jin                | 清水美友紀 |
| #11  |          | 關於被抑制的欲求給心理及身體上帶來的效果考察     | 赤尾でこ | 五十嵐紫樟   | 五十嵐紫樟   | 織田誠                       | 鶴元慎子   |
| #12  |          | 關於對源自特定人物的愛情表現的應對行動的考察     | 鴻野貴光 | 五十嵐紫樟   | 五十嵐紫樟   | 古川信之                     | 鶴元慎子   |
| #13  |          | 不偏論者們對於愛抱持的想法考察                   | 鴻野貴光 | 二瓶勇一     | 高橋秀彌     | 織田誠                       | 織田誠     |

### 播放電視台
除了網絡配信，本動畫與惡魔阿薩謝爾在召喚你放在同一時段（30分鐘）內播放。
 日本深夜動畫：下文記載的日本国内播放時間使用日本標準時間（UTC+9）表示。因為部分時間标识會採用30小时制，因此請留意这类超过24:00的时间，其實際播放時間為翌日清晨。
| 播放地區   | 播放電視台     | 播放日期                | 播放時間（UTC+9）          | 所屬聯播網 | 備註                |
| ---------- | -------------- | ----------------------- | -------------------------- | ---------- | ------------------- |
| 日本全國   | AT-X           | 2011年4月8日 - 7月1日   | 星期五 23時15分 - 23時30分 | 衛星電視   | 有重播              |
| 日本全國   | BS11           | 2011年4月8日 - 7月1日   | 星期五 23時45分 - 24時00分 | 衛星電視   | ANIME+節目          |
| 東京都     | TOKYO MX       | 2011年4月8日 - 7月1日   | 星期五 25時45分 - 26時00分 | 獨立UHF局  |                     |
| 近畿廣域圏 | 毎日放送       | 2011年4月9日 - 7月2日   | 星期六 27時13分 - 27時28分 | 日本新聞網 | Anishower 第3部後半 |
| 日本全域   | NICONICO動畫   | 2011年4月11日 - 7月4日  | 星期一更新                 | 網絡電視   |                     |
| 日本全域   | Bandai Channel | 2011年4月18日 - 7月11日 | 星期一 12時00分 更新       | 網絡電視   |                     |

## 外部連結
- morningmanga的作品紹介頁面（日語）
- 動畫官方網頁（页面存档备份，存于）（日語）
- StarChild:変ゼミ（页面存档备份，存于）（日語）